# Holger Knudsen
Holger Knudsen (* 3. Mai 1949 in Hamburg) ist ein deutscher Rechtsbibliothekar.

## Leben und Wirken
Holger Knudsen studierte Rechtswissenschaft an der Universität Hamburg. Nach seinem ersten juristischen Staatsexamen 1975 trat er 1976 als Bibliotheksreferendar an der Universitäts- und Stadtbibliothek Köln und der Bibliothek des Deutschen Bundestags in Bonn in die Ausbildung für den höheren Bibliotheksdienst und legte die Fachprüfung hierfür 1978 am Bibliothekar-Lehrinstitut des Landes Nordrhein-Westfalen ab. Im selben Jahr promovierte er zum Dr. jur. an der Universität Hamburg. Seine berufliche Karriere führte ihn 1978 zuerst an die Bibliothek des Europäischen Hochschulinstituts in Florenz und 1981 als stellvertretender Direktor an die Bibliothek des Schweizerischen Instituts für Rechtsvergleichung in Lausanne, deren Direktor er 1985 wurde. Im Jahre 1987 wechselte er als Referatsleiter in der Bibliotheksabteilung an die Deutsche Forschungsgemeinschaft und 1990 an die Bibliothek des Max-Planck-Instituts für ausländisches und internationales Privatrecht in Hamburg. 1993 wurde er dort stellvertretender Direktor der Bibliothek und 2000 Leitender Bibliotheksdirektor. 2016 trat er in den Ruhestand. 1996 wurde Knudsen außerdem Honorarprofessor an der Hochschule für Technik, Wirtschaft und Kultur Leipzig (Fachbereich Medien).
Knudsen arbeitete außerdem in in- und ausländischen Fachkommissionen mit; so war er von 1994 bis 2000 Vorsitzender der Rechtskommission des Vereins Deutscher Bibliothekare und von 2006 bis 2012 Vorsitzender von dessen Wahlausschuss. Zu nennen ist auch seine Vorstandstätigkeit in der International Association of Law Libraries (unter anderem Präsident von 2001 bis 2004, seit 2013 Ehrenmitglied) und in der von ihm gegründeten Law Libraries Section der International Federation of Library Associations and Institutions (IFLA).
Er ist seit 2008 verheiratet mit der brasilianischen Juraprofessorin Débora Gozzo aus São Paulo.

## Veröffentlichungen (Auswahl)
- Die Bibliothek des Deutschen Bundestages. Bibliothekar-Lehrinstitut des Landes Nordrhein-Westfalen, Köln 1978.

- Auswirkungen des Verlusts des Kreissitzes. Untersuchungen am Beispiel Schleswig-Holsteins (= Die kommunale Gebietsreform, Bd. 5,3). Nomos, Baden-Baden 1979, ISBN 3-7890-0450-2 (Dissertation Universität Hamburg).
- Die bibliothekarischen Auslandsbeziehungen der Deutschen Forschungsgemeinschaft. In: Birgit Dankert (Hrsg.): Reden und Vorträge. 4. Deutscher Bibliothekskongress, 78. Deutscher Bibliothekartag in Berlin 1988 (= Zeitschrift für Bibliothekswesen und Bibliographie, Bd. 48). Klostermann, Frankfurt/M. 1988, S. 99–106, ISBN 3-465-01865-6.
- Das wissenschaftliche Bibliothekswesen in der Schweiz im Überblick. Ein annotierter Literaturbericht. In: Zeitschrift für Bibliothekswesen und Bibliographie, Bd. 36 (1989), S. 31–40.
- Das Europäische Hochschulinstitut und seine Bibliothek. In: Jürgen Christoph Gödan (Hrsg.): Bibliothek und Recht – international. Festschrift Ralph Lansky. Arbeitsgemeinschaft für Jur. Bibliotheks- und Dokumentationswesen, Hamburg 1991, S. 151–172, ISBN 3-926911-04-2.
- Die British und Irish Association of Law Libraries. Impressionen von einer Reise und ein kleiner Vergleich mit der AjBD. In: Recht, Bibliothek, Dokumentation, Bd. 29 (1999), S. 155–169.
- Von Tausendfüsslern und Skarabäuskäfern. Oder: Was geht einem Erwerbungsbibliothekar bei der Auswahlentscheidung durch den Kopf? In: Jarmila Bednaříková (Hrsg.): Festschrift für Jan Štěpán zum 80. Geburtstag. Schulthess, Zürich 1994, S. 349–367, ISBN 3-7255-3198-6.
- Brauchen wir die Dewey-Dezimalklassifikation? In: Bibliotheksdienst, Bd. 33 (1999), S. 454–461.
- Französisches Recht in deutscher Sprache 1975–1999. Eine Auswahlbibliographie. Arbeitsgemeinschaft für Juristisches Bibliotheks- und Dokumentationswesen, Hamburg 2000, ISBN 3-926911-08-5.
- Die Satzungen des VDB – nur was sich ändert, bleibt. In: Engelbert Plassmann/Ludger Syré (Hrsg.): Verein Deutscher Bibliothekare 1900-2000. Festschrift. Harrassowitz, Wiesbaden 2000, S. 168–181, ISBN 3-447-04247-8.
- Die Bibliothek des Max-Planck-Instituts 2001 bis 2026. Ein (noch fiktiver) Bericht. In: Jürgen Basedow (Hrsg.): Aufbruch nach Europa. 75 Jahre Max-Planck-Institut für Privatrecht. Mohr Siebeck, Tübingen 2001, S. 71–81, ISBN 3-16-147630-1.
- Die International Association of Law Libraries (IALL). In: Gerhard Hacker (Hrsg.): Bibliothek leben. Das deutsche Bibliothekswesen als Aufgabe für Wissenschaft und Politik. Festschrift für Engelbert Plassmann zum 70. Geburtstag. Harrassowitz, Wiesbaden 2005, S. 223–232, ISBN 3-447-05101-9.
- A garantia constitucional da liberdade de ciência, da pesquisa e do ensino e as suas limitações: uma visão da Constituição alemã. In: Revista Mestrado em Direito 2008, S. 153–166.
- Collection Building: Foreign, Comparative and International Law in Print. In: Jules Winterton/Richard Danner: The IALL International Handbook of Legal Information Management. Ashgate, Farnham 2011, S. 299–305.
- Die Law Libraries Section der IFLA. In: Detlev Fischer (Hrsg.): Festschrift für Dietrich Pannier zum 65. Geburtstag am 24. Juni 2010. Heymanns, Köln 2010, S. 299–305, ISBN 978-3-452-27332-1.
- Zum Urheberrechtsschutz von Inhaltsverzeichnissen bei der Kataloganreicherung. In: Bibliotheksdienst (2012), S. 425–429.
- Ausländische, völkerrechtliche und rechtsvergleichende Print-Materialien in juristischen Bibliotheken. In: Recht, Bibliothek, Dokumentation, Bd. 44 (2014), S. 27–55.
- Die englische Kolonialgesetzgebung für Helgoland – "Ordinances of Heligoland". In: Rechtsgeschichte, Bd. 26 (2018), S. 498–507.